# Jessica Alba
Pour les articles homonymes, voir Alba.
Jessica Alba est une actrice, mannequin et entrepreneuse américaine, née le 28 avril 1981 à Pomona (Californie).
Après des débuts télévisuels remarqués durant les années 1990, avec les séries Les Nouvelles Aventures de Flipper le dauphin (1995-1997) et Dark Angel (2000-2002), elle entame une carrière cinématographique contrastée.
Si elle enchaîne au début des succès commerciaux, avec Honey (2003), Bleu d'enfer (2005), Valentine's Day (2010), et en prêtant ses traits à Susan Storm dans les blockbusters Les Quatre Fantastiques (2005) et Les Quatre Fantastiques et le Surfer d'argent (2007), elle ne parvient pas à convaincre la critique.
Le réalisateur Robert Rodriguez lui permet d'évoluer dans des projets de qualité, en lui confiant des rôles dans Sin City (2005) et Machete (2010). En 2014, elle obtient un rôle dans le film Stretch de Joe Carnahan.
C'est finalement dans les affaires qu'elle parvient à s'imposer durablement. En janvier 2012, elle cofonde la société The Honest Company, entreprise spécialisée dans la fabrication de produits d'entretien non toxiques.
Son image glamour est intacte. Elle apparaît dans la rubrique Hot 100 du magazine Maximal et a été élue la femme la plus désirable de l'année 2006 par le site anglophone AskMen.com. Elle a aussi été nommée « femme la plus sexy du monde » (« Sexiest Woman in the World ») par le magazine FHM en 2007, et elle est deuxième du même classement en 2008. Elle est également apparue sur la couverture du magazine Playboy.
En 2019, elle opère un retour au premier plan, à la télévision, en étant à l'affiche de la série d'action Los Angeles : Bad Girls, spin-off du film Bad Boys, aux côtés de Gabrielle Union.

## Biographie

### Enfance et formation
Jessica Marie Alba [ˈdʒɛsɪkə məˈɹiː ˈælbə] est née à Pomona en Californie de Catherine (née Jensen) et Mark Alba. Jessica Alba est d'ascendance québécoise et danoise par sa mère, alors que son père est d'origine mexicaine. Ses parents se sont mariés très jeunes. Son grand-père maternel a été officier marinier pendant 30 ans dans la marine américaine, et a servi dans le Pacifique durant la Seconde Guerre mondiale. Il est devenu par la suite percussionniste de l'United States Marine Band. Jessica Alba a été élevée dans une famille de l'armée de l'air américaine avec son frère Joshua et ses grands-parents jusqu'à ses 17 ans. À cause de la carrière militaire de son père, la famille de Jessica Alba s'est déplacée au Mississippi et au Texas avant de revenir en Californie.
Jessica Alba, durant son enfance, a été confrontée à de nombreuses maladies : elle a eu deux atélectasies, plusieurs pneumonies et une rupture de l'appendice. Ces maladies l'ont isolée des autres enfants à l'école, car elle « était si souvent à l'hôpital que personne ne la connaissait suffisamment pour être ami avec elle ». Elle est également atteinte d'un trouble du déficit de l'attention avec hyperactivité (TDAH).
À 11 ans, elle participe à un casting avec toute sa famille, mais c'est elle seule qui remporte le prix d'un an de cours de théâtre, qu'elle condense pendant un été pour ne pas rater l'école. À 17 ans, elle participe de nouveau à un atelier de théâtre.
Son état de santé s'est amélioré à son arrivée en Californie. Elle a obtenu son diplôme de fin de lycée à 17 ans et a pu ensuite suivre les cours de théâtre de l'Atlantic Theater Company.

### Débuts et révélation télévisuelle
Le premier petit rôle de Jessica Alba était celui de Gail dans Camp Nowhere (1993). À l'origine, elle avait un contrat pour deux semaines, mais son rôle a duré deux mois parce que l'actrice qui tenait le rôle a dû s'absenter.
Elle est apparue dans deux publicités télévisées pour Nintendo et J. C. Penney. Elle a ensuite figuré dans plusieurs rôles indépendants. Elle a joué dans trois épisodes de Les Incroyables Pouvoirs d'Alex en 1994.
Elle a ensuite joué Maya dans les deux premières saisons des Nouvelles Aventures de Flipper le dauphin. Sous la tutelle de sa mère, garde-côte, Jessica Alba a appris à nager avant même de marcher et est plongeuse certifiée PADI (Professional Association of Diving Instructors) ; elle a pu utiliser cette compétence pour la série filmée en Australie.
En 1998, elle joue Melissa Hauer dans un épisode de Brooklyn South, puis enchaîne sur le rôle de Leanne dans deux épisodes de Beverly Hills 90210. Elle joue même dans un épisode de La croisière s'amuse, dans le rôle de Leïla. En 1999, elle apparaît dans la comédie P.U.N.K.S..
Après qu'elle a fini l'équivalent du lycée, elle apprend à devenir actrice avec William H. Macy et sa femme Felicity Huffman à l'Atlantic Theater Company, qui a été fondée par Macy et le réalisateur David Mamet.
Jessica Alba commence à être reconnue à Hollywood en 1999 après être apparue dans des films « adolescents » tels que College attitude (avec notamment Drew Barrymore) et La Main qui tue. Elle obtient son premier rôle principal dans le film Paranoid.
Toutefois, elle perce véritablement avec son rôle-titre pour Dark Angel. En effet, James Cameron la choisit pour le rôle de Max Guevara parmi pas moins de 1 200 candidates. Coécrite par Cameron, la série produite par la Fox raconte les aventures d'un super-soldat génétiquement modifié dans un futur proche, rôle qu'interprète Jessica Alba pendant deux saisons jusqu'en 2002. Son travail est récompensé par une nomination au Golden Globe.
Pendant sa préparation pour Dark Angel, durant laquelle elle s'entraînait trois heures chaque jour, Jessica Alba est devenue obsédée par l'exercice, allant jusqu'à dire que « Beaucoup de filles ont des problèmes relatifs à leur alimentation, et j'en ai fait partie. J'étais obsédée par cela ». Elle se rappelle même avoir éprouvé des problèmes quand elle descendait à 50 kg, et évoque souvent sa puberté et l'apparition de ses courbes qui lui causait des soucis dès ses 12 ans. En effet, elle avait peur de devenir une personne en surpoids comme les autres membres de sa famille, et elle cuisinait donc pour elle depuis cet âge.

### Percée commerciale au cinéma

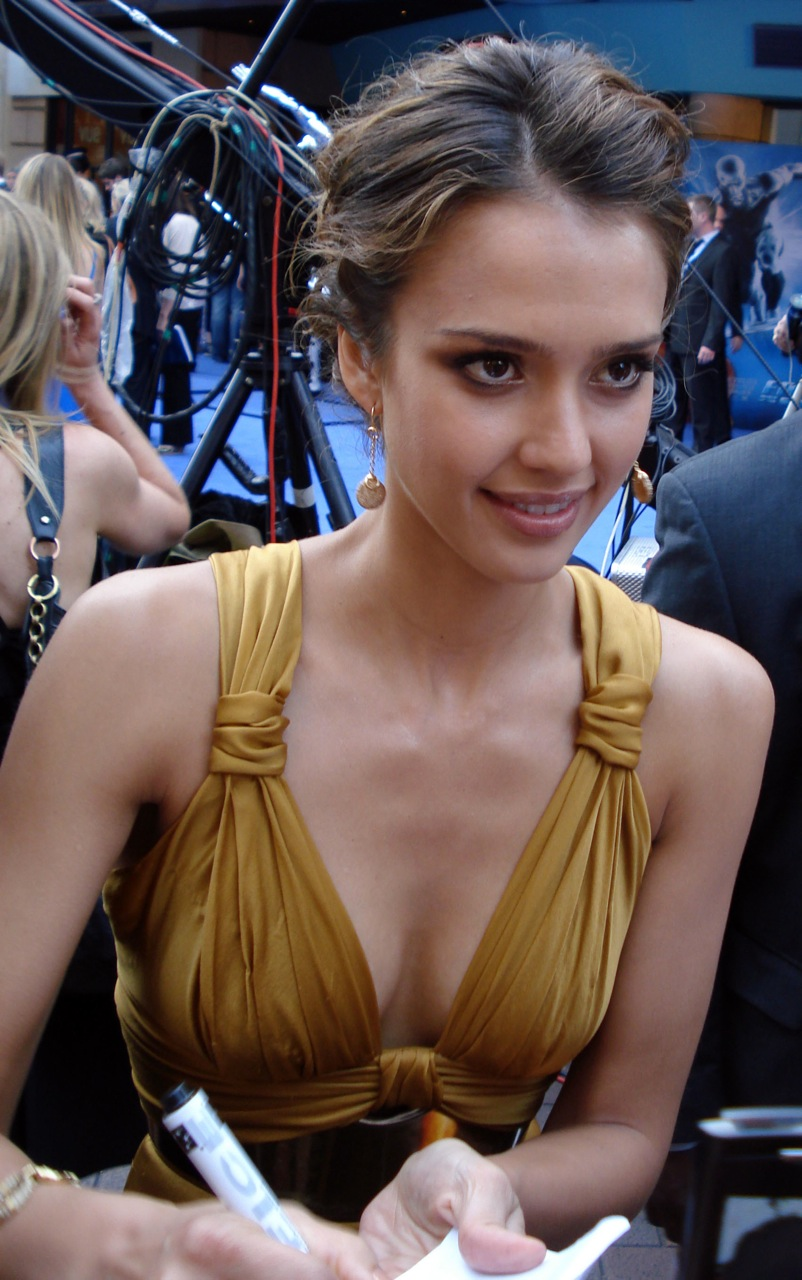
À Londres lors de la première du film Les Quatre Fantastiques et le Surfer d'argent, 12 juin 2007.

Au début des années 2000, Jessica Alba reçoit plusieurs récompenses dont le Teen Choice Award, prix de l'actrice préférée des adolescents (de 12 à 19 ans), et le Saturn Award, prix de la meilleure actrice de télévision pour sa performance dans Dark Angel.
Depuis 2003, elle poursuit une intense carrière cinématographique avec des rôles variés. Elle joue une danseuse qui souhaite devenir chorégraphe dans Honey (2003). Elle tient le rôle d'une indigène amoureuse d'un Anglais colonial dans Amour interdit la même année.
En 2005, elle interprète Nancy Callahan dans Sin City. Elle joue aussi la même année dans Les 4 Fantastiques le rôle de Susan Storm/La femme invisible. Toujours en 2005, elle joue la petite amie d'un chasseur de trésors (Paul Walker) dans Bleu d'enfer.
En 2006, elle présente les MTV Movie Awards et participe à des sketches parodiant les films King Kong, Mission impossible 3, et Da Vinci Code.
En 2007, elle reprend son rôle de Susan Storm dans Les Quatre Fantastiques et le Surfer d'argent, la suite de Les Quatre Fantastiques. Puis elle interprète une fille un peu maladroite, spécialiste du dressage des manchots dans la comédie Charlie, les filles lui disent merci. Elle joue aussi dans une autre comédie intitulée The Ten.
En 2008, elle tient le premier rôle dans le film The Eye, remake de son homonyme hongkongais. Elle donne aussi la réplique à Hayden Christensen dans Awake (sorti en 2007 aux États-Unis). Elle joue également dans deux comédies : Love Gourou avec Mike Myers et Meet Bill.

### Diversification

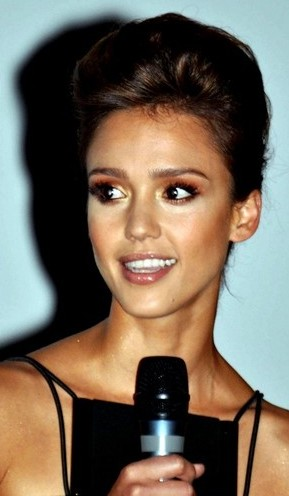
Pour la présentation parisienne du film The Killer Inside Me, en 2010.

En 2010, Jessica Alba s'aventure dans un registre plus adulte et risqué avec le thriller The Killer Inside Me, aux côtés de Casey Affleck.
La même année, elle apparaît dans le clip I Just Had Sex de The Lonely Island, avec Blake Lively. Elle joue également dans la comédie à succès Mon beau-père et nous, entourée d'une pléiade de stars comme Robert De Niro, Ben Stiller, Dustin Hoffman et Barbra Streisand.

En 2011, elle crée une entreprise spécialisée dans la fabrication et la commercialisation de produits écologiques, The Honest Company. Cette activité parallèle permet de compenser une carrière cinématographique marquée par une certaine irrégularité.

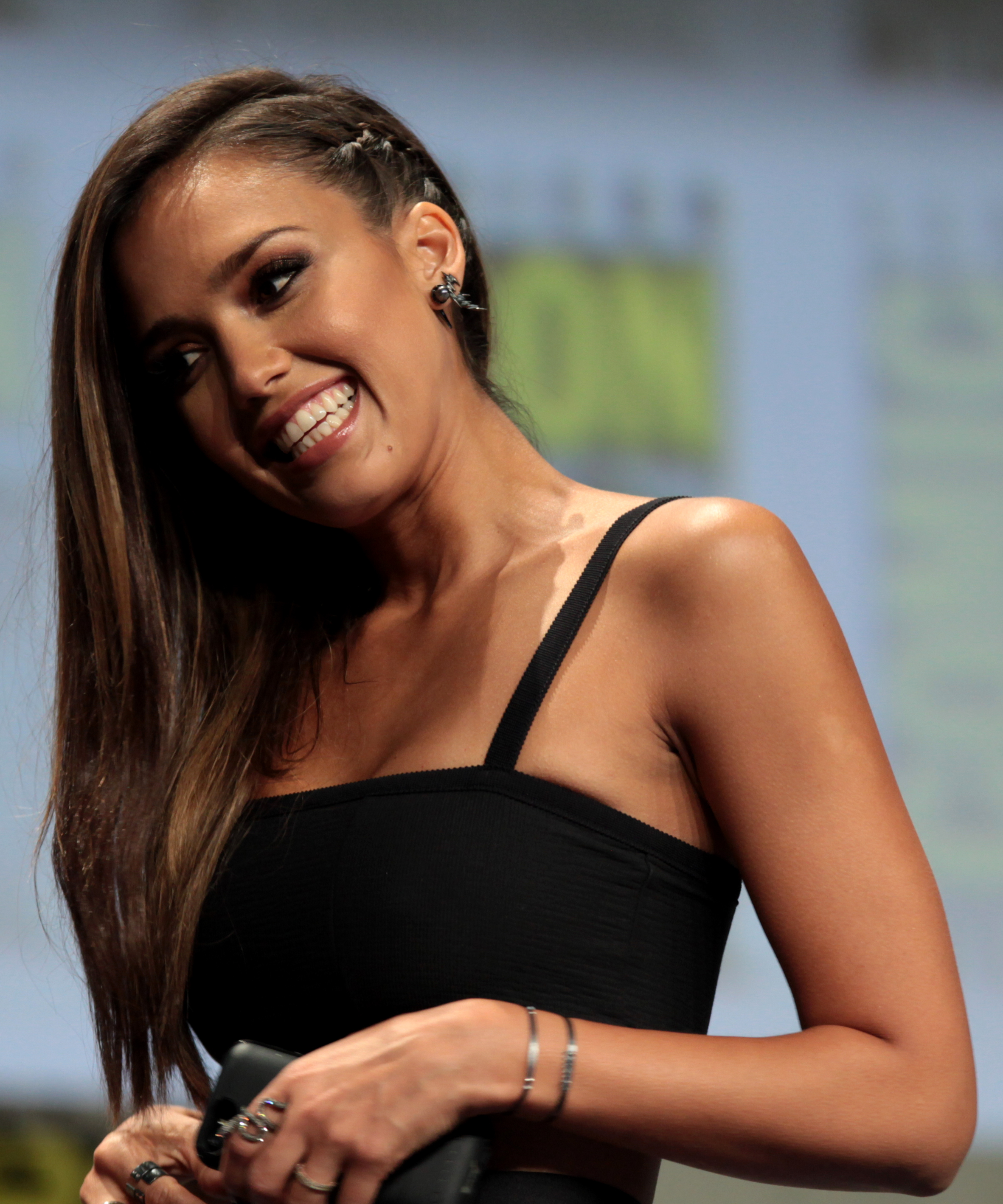
Jessica Alba au Comic-Con de San Diego, pour la promotion de Sin City : J'ai tué pour elle, en 2014.

En 2014, quand elle reprend son rôle dans Sin City : J'ai tué pour elle, la très attendue suite de Sin City, c'est un nouvel échec critique et commercial cuisant. Le cinéaste Robert Rodriguez était pourtant le cinéaste à lui avoir offert les deux seuls succès critiques de sa carrière : Sin City en 2005, et Machete, en 2010.
En revanche, toujours en 2014, une petite production, le film d'action Stretch, dans lequel elle tient un rôle secondaire, lui offre le troisième accueil critique positif de sa carrière.
Elle seconde Pierce Brosnan et Salma Hayek dans la comédie romantique Teach Me Love, qui sort en 2015 et peine à convaincre. La même année, elle joue dans le film d'action indépendant Secret Agency, qui ne crée pas non plus d'engouement, puis elle apparaît brièvement dans Entourage, l'adaptation cinématographique de la série télévisée du même nom, à laquelle l'actrice avait déjà participé, le temps d'un épisode, en 2004. Sort également, en 2015, la comédie dramatique indépendante Les revers de l'amour (Baby, Baby, Baby) qui reçoit un accueil positif des critiques, mais dans laquelle elle n'a pas un rôle principal, se contentent de donner la réplique à Adrianne Palicki et Brian Klugman.
En 2016, elle devient la conseillère d'Arnold Schwarzenegger dans l'émission de télévision The Celebrity Apprentice. Côté cinéma, elle seconde Lily Rabe dans le thriller horrifique The Veil, se joint à la distribution réunie par Kevin Connolly pour sa comédie d'aventures, Dear Eleanor et joue la petite amie du héros, incarné par Jason Statham, dans la super production d'action Mechanic: Resurrection. Aucun de ses projets ne suscite l'enthousiasme des critiques, mais elle peut compter sur le film d'action pour remplir les salles.
En 2017, elle participe au premier reality show d'Apple, pour la plateforme Apple Music, dans l'émission Planet of the Apps (en), au côté de plusieurs entrepreneurs. Cette année-là, sort également la comédie d’action Un Noël à El Camino (en), dans laquelle elle joue une journaliste.
En décembre 2018, une étude basée sur les critiques de films agrégées par le site Metacritic lui décerne le titre de l'actrice hollywoodienne ayant eu la pire carrière de ces 20 dernières années.

### Retour télévisuel
En 2019, Jessica Alba fait partie des vedettes du film d'action Killers Anonymous aux côtés de Gary Oldman. C'est un nouvel échec critique.
C'est finalement à la télévision qu'elle fait son retour, seize ans après avoir porté avec succès la série Dark Angel, en signant pour le rôle régulier de Nancy McKenna dans la série dérivée des films d’action Bad Boys et Bad Boys 2, accompagnée de Gabrielle Union qui reprend le rôle qu’elle occupait dans le second film. Et alors que la série fait l'ouverture du Festival de télévision de Monte-Carlo, il est annoncé que ce programme, pour lequel elle officie aussi en tant que productrice exécutive, est renouvelé pour une seconde saison. Dans la foulée, elle obtient une nomination aux Teen Choice Awards de la meilleure actrice dans une série télévisée d'action.

## Vie personnelle

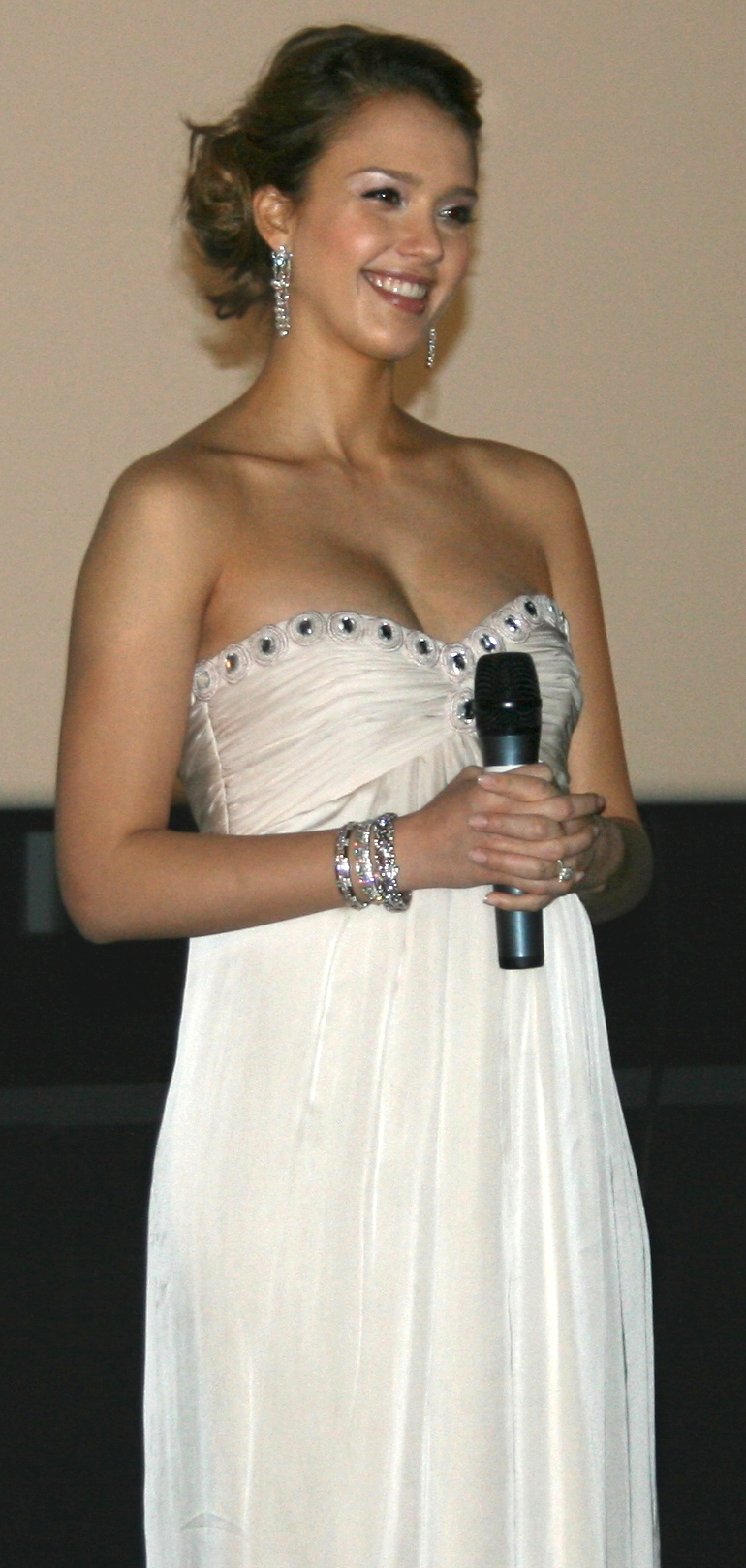
Jessica Alba enceinte à l'avant-première de The Eye diffusée à l'UGC Ciné Cité La Défense, à Puteaux, en 2008.

Jessica Alba est élevée dans une famille catholique et se considère comme « croyante ».
Au cours de son adolescence, elle est devenue adepte du mouvement évangélique Born again. Elle quitte ce mouvement religieux quatre années plus tard parce qu'elle a l'impression d'être jugée sur son apparence.
Elle émet des objections au sujet des condamnations par l'Église de la sexualité pré-maritale et l'homosexualité, et également à propos du manque de protagonistes féminins forts dans la Bible.
En tant que fille de conservateurs et pratiquants, elle maintient une clause de non-nudité dans son contrat. Elle décline ainsi les propositions des réalisateurs Frank Miller et Robert Rodriguez.
En règle générale, elle est doublée pour toutes les scènes de nudité. Cependant, en 2009, elle ferait une première entorse à cette règle dans le film The Killer Inside Me où, dans une scène en début de film, elle est allongée fesses nues, l'angle de vue semblant montrer qu'elle n'est pas doublée. L'année suivante, elle apparaît entièrement nue sous la douche dans une scène du film Machete. Mais la scène est en réalité partiellement truquée : l'actrice l'a en effet tournée en sous-vêtements, et ces derniers ont ensuite été retirés par ordinateur en postproduction.
À propos de ses origines multiethniques, elle s'exprime comme suit :

« Mon grand-père était le seul Mexicain de sa faculté, de son lieu de travail et aussi du country club. Il a essayé d'oublier ses racines mexicaines, parce qu'il ne voulait pas que ses enfants se sentent différents en Amérique. Ma grand-mère et lui n'ont pas parlé espagnol avec leurs enfants. Maintenant, en tant qu’Américaine de troisième génération, j'ai l'impression de n'avoir finalement aucune attache. Durant toute ma vie, j'ai grandi sans qu'aucune "race" ne m'ait jamais acceptée… donc je n'ai jamais ressenti une attache à une "race" spécifique. J'ai eu une éducation très américaine, je me sens américaine, et je ne parle pas espagnol.
Donc pour ceux qui disent que je suis une actrice latine, d'accord, mais ça ne me correspond pas, ce n'est pas sincère. J'ai toujours cru être en marge de la société ; à présent je perçois que les gens sont différents d'un point de vue ethnique. J'avais toujours dans la tête ma teinte de peau foncée et mes lèvres généreuses quand j'étais une enfant, parce que j'avais l'impression de ne pas y correspondre. De nos jours, c'est devenu conventionnel, la couleur n'est plus un problème, je le vis même positivement. »

### Relations
Durant le tournage de Dark Angel, Jessica Alba entretient une liaison avec Michael Weatherly, son partenaire dans la série. Des controverses sont soulevées à cause de leur différence d'âge de treize ans,. Leur liaison durera quatre ans.
Elle a déclaré que son partenaire idéal serait un homme beaucoup plus âgé ; elle faisait référence à Morgan Freeman, Sean Connery, Robert Redford, et Michael Caine.
Elle s'est mise en couple avec le joueur de baseball Derek Jeter pendant un moment,.
Elle partage la vie de Cash Warren, qu'elle a rencontré pendant le tournage du film Les Quatre Fantastiques en 2004.
Ils se sont mariés le 19 mai 2008, trois semaines avant la naissance de leur première fille, Honor Marie Warren, le 7 juin 2008.
Elle a commencé à apprendre l'espagnol durant sa grossesse, afin de pouvoir s'exprimer dans cette langue avec son enfant. Elle a accouché d'une deuxième fille, Haven Garner Warren, le 13 août 2011. Puis elle a accouché d'un garçon, Hayes Alba Warren, le 31 décembre 2017.
Le 16 janvier 2025, elle annonce sa séparation avec Cash Warren.

### Entrepreneuriat

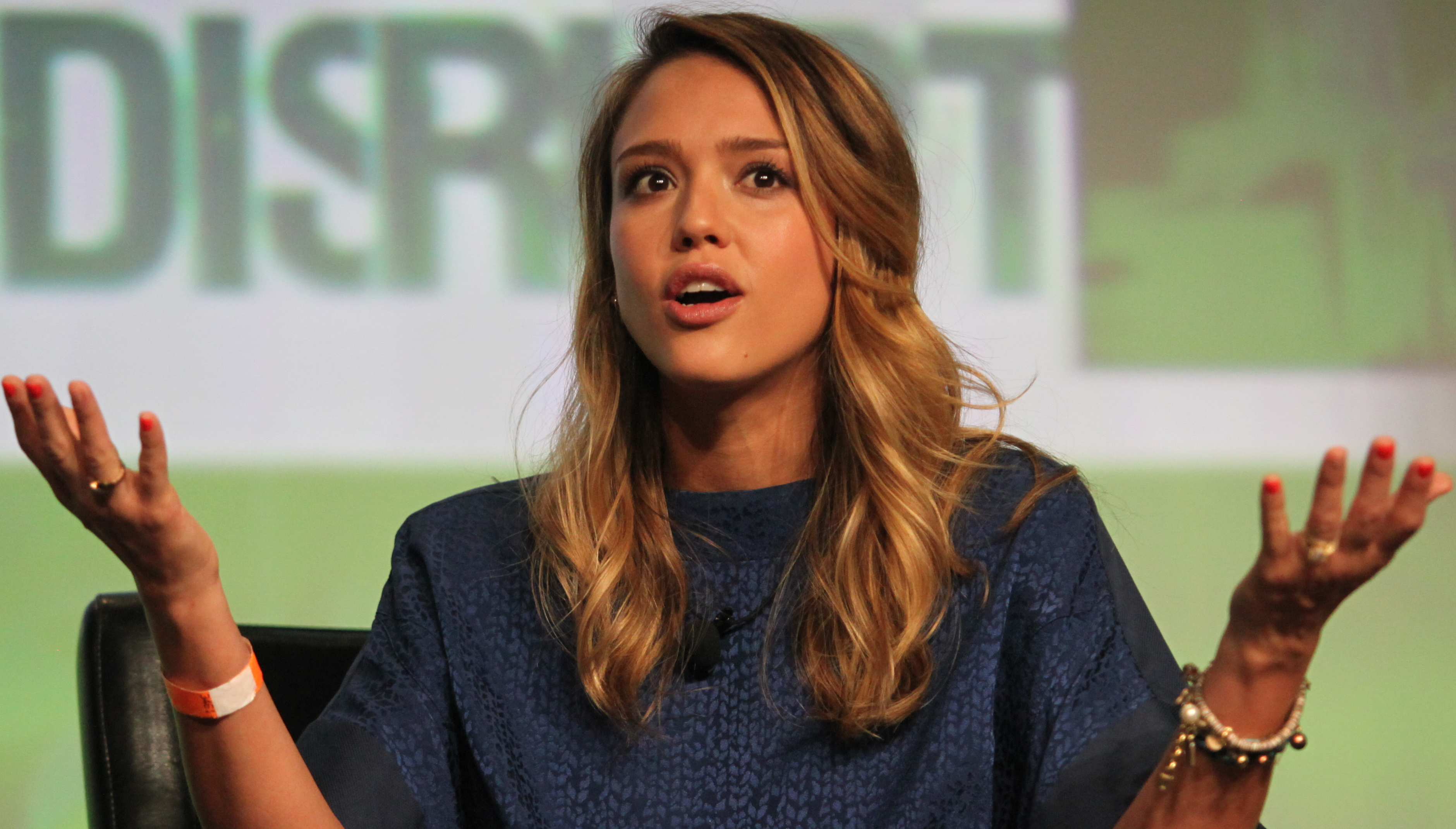
L'entrepreneuse, invitée du TechCrunch de San Francisco, en 2012.

En 2011, confrontée à des problèmes d'allergie avec ses enfants, Jessica Alba crée sa propre entreprise, The Honest Company, qui commercialise des produits et vêtements écologiques (couches, lingettes, etc.).
 Elle sort en mars 2013 son premier livre, The Honest Life : Living Naturally and True to You, basé sur son mode de vie et ses idées écologiques.
En 2016, son entreprise est valorisée plus de 1,7 milliard de dollars et réalise plus de 150 millions de ventes. Le magazine Forbes la classe alors comme « l'entrepreneuse la plus riche des États-Unis ».
 Son entreprise est cependant régulièrement attaquée, soit en raison d'un écran total jugé inefficace par des consommateurs, soit à cause de produits nocifs retrouvés dans une poudre à lait pour bébé.
En septembre 2016, le groupe Unilever se serait positionné pour racheter 1 milliard de dollars son entreprise.

## Filmographie

### Cinéma
- 1994 : Camp Nowhere de Jonathan Prince : Gail
- 1995 : Venus Rising (en) de Leora Barish et Edgar Michael Bravo : Eve, jeune
- 1999 : P.U.N.K.S. de Sean McNamara : Samantha Swoboda
- 1999 : Collège Attitude de Raja Gosnell : Kirsten Liosis
- 1999 : La Main qui tue de Rodman Flender (en) : Molly
- 2000 : Paranoid de John Duigan : Chloe
- 2003 : Amour interdit de Guy Jenkin (en) : Selima
- 2003 : Honey de Bille Woodruff : Honey Daniels
- 2005 : Sin City de Robert Rodriguez, Frank Miller et Quentin Tarantino : Nancy Callahan
- 2005 : Les 4 Fantastiques de Tim Story : Susan Storm / La Femme Invisible
- 2005 : Bleu d'enfer de John Stockwell : Sam Nicholson
- 2007 : Charlie, les filles lui disent merci de Mark Helfrich : Cam Wexler
- 2007 : The Ten de David Wain : Liz
- 2007 : Les Quatre Fantastiques et le Surfer d'argent de Tim Story : Susan Storm / La Femme Invisible
- 2007 : Meet Bill de Bernie Goldmann et Melisa Wallack : Lucy
- 2007 : En cloque, mode d'emploi de Judd Apatow : elle-même (caméo, non créditée)[50]
- 2007 : Awake de Joby Harold (en) : Sam
- 2008 : The Eye de David Moreau et Xavier Palud : Sydney
- 2008 : The Love Guru de Marco Schnabel : Jane Bullard
- 2010 : An Invisible Sign de Marilyn Agrelo (en) : Mona Gray
- 2010 : Valentine's Day de Garry Marshall : Morley Clarkson
- 2010 : The Killer Inside Me de Michael Winterbottom : Joyce Lakeland
- 2010 : Machete de Robert Rodriguez et Ethan Maniquis : Sartana
- 2010 : Mon beau-père et nous de Paul Weitz : Andi Garcia
- 2011 : Spy Kids 4 : Tout le temps du monde de Robert Rodriguez : Marissa Cortez Wilson
- 2013 : Les Zévadés de l'espace de Cal Brunker (en) : Lena (voix)
- 2013 : A.C.O.D. de Stu Zicherman : Michelle
- 2013 : Machete Kills de Robert Rodriguez : Sartana
- 2014 : Sin City : J'ai tué pour elle de Frank Miller et Robert Rodriguez : Nancy Callahan
- 2014 : Teach Me Love de Tom Vaughan : Kate
- 2014 : Stretch de Joe Carnahan : Charlie
- 2015 : Secret Agency de Kyle Newman : Victoria Knox
- 2015 : Les revers de l'amour (Baby, Baby, Baby) de Brian Klugman : Susie
- 2015 : Entourage de Doug Ellin : elle-même
- 2016 : Mechanic: Resurrection de Dennis Gansel : Gina
- 2016 : The Veil de Phil Joanou : Maggie Price
- 2016 : Dear Eleanor de Kevin Connolly : Daisy
- 2018 : Un Noël à El Camino (en) de David E. Talbert (en) : Beth Flowers
- 2019 : Killers Anonymous de Martin Owen : Jade
- 2024 : Riposte de Mouly Surya : Parker (également productrice)
- 2025 : Maserati: The Brothers de Robert Moresco : Sandra

### Télévision

#### Série télévisée
- 1994 : Les Incroyables Pouvoirs d'Alex : Jessica (saison 1, épisodes 1, 2 et 5)
- 1995 - 1997 : Les Nouvelles Aventures de Flipper le dauphin : Maya Graham (44 épisodes - saisons 1 & 2)
- 1996 : La Vie à tout prix : Florie Hernandez (saison 2, épisode 18)
- 1996 : ABC Afterschool Specials : Christy (saison 25, épisode 1)
- 1998 : Brooklyn South : Melissa Hauer (saison 1, épisode 12)
- 1998 : Beverly Hills 90210 : Leanne (saison 8, épisodes 23 et 24)
- 1998 : La croisière s'amuse, nouvelle vague, épisode Ciel ! Mon commandant : Layla
- 2000 - 2002 : Dark Angel : Max Guevara (42 épisodes - 2 saisons)
- 2003 : Rock Me Baby : elle-même (saison 1, épisode 9)
- 2003 : Mad TV : Jessica Simpson (saison 9, épisode 5)
- 2004 : Entourage : elle-même (saison 1, épisode 2)
- 2009 : The Office : Sophie (saison 5, épisode 14)
- 2010 : Saturday Night Live : la petite amie (saison 36, épisode 10)
- 2014 : The Spoils of Babylon : Dixie Mellonworth (saison 1, 4 épisodes)
- 2015 : Barely Famous (en) : elle-même (saison 1, épisode 2)
- 2018 : No Activity (en) : l'actrice (saison 2, épisode 2)
- 2019 - 2020 : Los Angeles : Bad Girls : Nancy McKenna (26 épisodes - 2 saisons)
- 2025 : Too Much : elle-même (épisode 1)

#### Clips
- 2010 : I Just Had Sex (en) de The Lonely Island : la relation de Jorma Taccone
- 2015 : Bad Blood de Taylor Swift : Domino
- 2025 : Gabriela (en) de Katseye : Gabriela

#### Jeux vidéo
- 2002 : James Cameron's Dark Angel : Max Guevara (voix)
- 2005 : Les Quatre Fantastiques : Susan Storm (voix)

## Distinctions

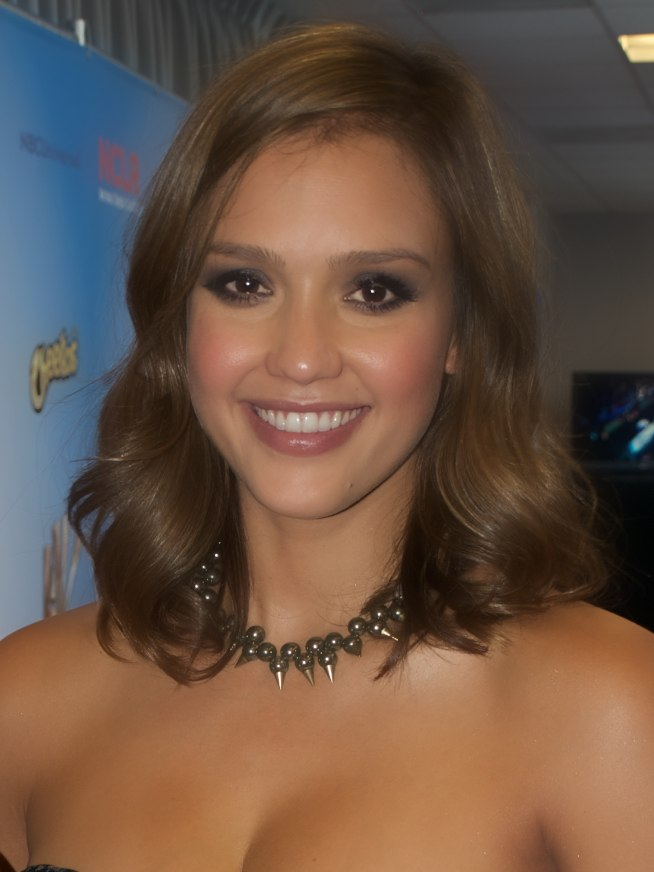
Jessica Alba, élue meilleure actrice pour Machete, lors de la cérémonie des ALMA Awards 2011.

Sauf indication contraire ou complémentaire, les informations mentionnées dans cette section proviennent de la base de données IMDb.

### Récompenses
- 2001 : ALMA Awards de la meilleure révélation de l'année pour Dark Angel
- Saturn Awards 2001 : Meilleure actrice pour Dark Angel
- 2001 : TV Guide Awards de la meilleure révélation de l'année pour Dark Angel
- 2001 : Teen Choice Awards de la meilleure actrice pour Dark Angel
- 2003 : DVD Exclusive Awards de la meilleure actrice pour Amour interdit
- Young Hollywood Awards 2005 : Superstar de demain
- Golden Schmoes Awards 2005 : 
  - Meilleure T&A de l'année pour Sin City
  - Célébrité favorite de l'année
- 2006 : MTV Movie Awards de l’interprétation la plus sexy pour Sin City
- 2006 : Scream Awards de la super héroïne la plus sexy pour Les Quatre Fantastiques et le Surfer d'argent
- Kids' Choice Awards 2008 : Actrice de film préférée pour Les Quatre Fantastiques et le Surfer d'argent
- Teen Choice Awards 2008 : Meilleure actrice pour The Eye
- 2011 : ALMA Awards de l'actrice de film préférée pour Machete
- Razzie Awards 2011 : Pire actrice dans un second rôle pour The Killer Inside Me, Valentine's Day, Machete et Mon beau-père et nous
- 2016 : The Webby Awards de la meilleure entrepreneuse de l'année.

### Nominations
- 1998 : YoungStar Awards de la meilleure interprétation par une jeune actrice pour Les Nouvelles Aventures de Flipper le dauphin
- 2001 : ALMA Awards Meilleure actrice pour Dark Angel
- Golden Globes 2001 : Meilleure actrice dans une série télévisée dramatique pour Dark Angel
- 2001 : Online Film & Television Association Awards de la meilleure actrice pour Dark Angel
- 2001 : Teen Choice Awards de l'actrice la plus hot
- 2001 : TV Guide Awards de l’actrice de l'année dans une nouvelle série télévisée dramatique pour Dark Angel
- 2001 : Young Artist Awards de la meilleure interprétation par une jeune actrice pour Dark Angel
- 2002 : ALMA Awards de la meilleure interprétation par une jeune actrice pour Dark Angel
- 2002 : Bravo Otto de la meilleure interprétation par une jeune actrice pour Dark Angel
- Saturn Awards 2002 : Meilleure actrice de télévision pour Dark Angel
- 2002 : Kids' Choice Awards de l’héroïne d'action préférée pour Dark Angel
- 2002 : Teen Choice Awards de la meilleure actrice pour Dark Angel
- 2003 : Teen Choice Awards de l'actrice la plus hot
- Teen Choice Awards 2004 : 
  - Meilleure actrice pour Honey
  - Meilleur baiser pour Honey partagé avec Mekhi Phifer
  - Meilleure alchimie pour Honey partagé avec Mekhi Phifer
  - Révélation féminine de l'année pour Honey
  - Révélation féminine de l'année pour Honey
  - Icône fashionista sur le tapis rouge
- 2005 : Bravo Otto de la meilleure actrice pour Sin City
- 2005 : Golden Schmoes Awards de la meilleure T&A de l'année pour Bleu d'enfer
- 2005 : Teen Choice Awards de la meilleure actrice pour Sin City
- 2005 : Teen Choice Awards de l'actrice la plus hot
- 2006 : ALMA Awards de la meilleure actrice dans un second rôle pour Sin City
- Critics' Choice Movie Awards 2006 : Meilleure distribution pour Sin City partagé avec Mickey Rourke, Clive Owen, Rosario Dawson, Benicio del Toro, Brittany Murphy, Elijah Wood, Alexis Bledel, Jamie Thomas King, Bruce Willis, Devon Aoki et Nick Stahl
- 2006 : Gold Derby Awards de la meilleure distribution pour Sin City partagée avec Alexis Bledel, Powers Boothe, Rosario Dawson, Benicio Del Toro, Michael Clarke Duncan, Carla Gugino, Josh Hartnett, Rutger Hauer, Jaime King, Michael Madsen, Brittany Murphy, Clive Owen, Mickey Rourke, Nick Stahl, Bruce Willis et Elijah Wood
- 2006 : Imagen Awards de la meilleure actrice pour Les 4 Fantastiques
- 2006 : Kids' Choice Awards de l’actrice de film préférée pour Les 4 Fantastiques
- MTV Movie & TV Awards 2006 : 
  - Meilleure distribution pour Les 4 Fantastiques partagée avec Ioan Gruffudd, Chris Evans et Michael Chiklis
  - Meilleur héros pour Les 4 Fantastiques
- Razzie Awards 2006 : Pire actrice pour Bleu d'enfer et Les 4 Fantastiques
- Saturn Awards 2006 : meilleure actrice dans un second rôle pour Sin City
- 2006 : Teen Choice Awards de la meilleure actrice pour Les 4 Fantastiques
- Teen Choice Awards 2007 : 
  - Meilleure actrice pour Les Quatre Fantastiques et le Surfer d'argent
  - Meilleur pétage de plomb dans un film pour Les Quatre Fantastiques et le Surfer d'argent
- TV Land Awards 2007 : Star féminine du petit et grand écran
- Razzie Awards 2008 :
  - Pire actrice pour Awake, Charlie, les filles lui disent merci et Les Quatre Fantastiques et le Surfer d'argent
  - Pire couple pour Awake partagé avec Hayden Christensen
  - Pire couple pour Charlie, les filles lui disent merci partagé avec Dane Cook
  - Pire couple pour Les Quatre Fantastiques et le Surfer d'argent partagé avec Ioan Gruffudd
- People's Choice Awards 2008 : 
  - Actrice de film d'action préférée pour Les Quatre Fantastiques et le Surfer d'argent
  - Actrice leader préférée pour Les Quatre Fantastiques et le Surfer d'argent
- 2009 : ALMA Awards de la meilleure actrice dans une série télévisée comique pour The Office
- Razzie Awards 2009 : Pire actrice pour The Eye et Love Gourou
- 2011 : Alliance of Women Film Journalists Awards de la plus grande différence d'âge la plus significative entre le premier rôle masculin et son intérêt amoureux pour Machete partagée avec Danny Trejo
- 2012 : Kids' Choice Awards de la dure à cuire préférée pour Spy Kids 4 : Tout le temps du monde
- 2017 : Alliance of Women Film Journalists Awards de la plus grande différence d'âge la plus significative entre le premier rôle masculin et son intérêt amoureux pour Mechanic: Resurrection partagé avec Jason Statham
- Teen Choice Awards 2019 : Meilleure actrice dans une série télévisée dramatique pour Los Angeles : Bad Girls

## Voix francophones
En France, Barbara Delsol est la voix française régulière de Jessica Alba. Sylvie Jacob et Cécile d'Orlando l'ont également doublée respectivement à cinq et quatre reprises.
Au Québec, Catherine Bonneau est la voix québécoise régulière de l'actrice.